# Mack Self
Wiley Laverne "Mack" Self (22 de mayo de 1930 - 14 de junio de 2011) fue un cantante estadounidense de rockabilly, compositor y músico, que grabó para Sun Records en la década de 1950 y fue miembro del Salón de la Fama del Rockabilly.
Self nació en Calico Bottoms, Condado de Philips, Arkansas, uno de cuatro hijos, y comenzó a tocar la guitarra de niño, a menudo tocando con su amiga C.W. Gatlin. En 1955, después de tocar en la estación de radio KXJK en Forrest City, Arkansas, el disc jockey Hal Webber lo animó a hacer una grabación de su canción "Easy to Love". Pudo grabarlo a Sam Phillips de Sun Records, que lo invitó a audicionar. 
"Easy to Love" fue lanzado en 1957 como Sun 273. 